# She's Madonna
Singles par Robbie Williams
Lovelight
(2006) Close My Eyes
(2009)
Singles par Pet Shop Boys
Numb
(2006) Love Etc.
(2007)
Clip vidéo
[vidéo] « She's Madonna », sur YouTube
She's Madonna est une chanson enregistrée par le chanteur britannique Robbie Williams avec les Pet Shop Boys.
La chanson est initialement sortie le 23 octobre 2006 sur le septième album studio de Robbie Williams, Rudebox, et quatre mois et deux semaines après, le 6 mars 2007, a été publiée en single.
Le single a atteint la 16e place au Royaume-Uni.
La chanson est inspirée d'une conversation que Robbie Williams eût avec son ex-petite amie Tania Strecker, sur la raison donnée par son ancien petit ami Guy Ritchie, pour l’avoir quittée pour la chanteuse américaine Madonna,.

## Composition
La chanson est écrite par Robbie Williams avec Neil Tennant et Chris Lowe (les membres du duo Pet Shop Boys) et produite par les Pet Shop Boys.